# Serie 0300 de CP

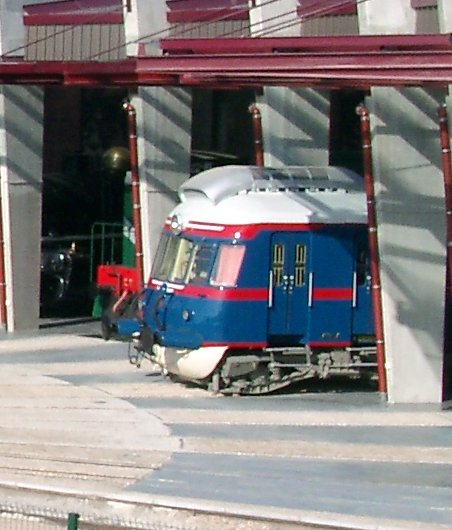
Automotor 0304, preservado en el Museo Nacional Ferroviario, en Entroncamento.

La Serie 0300, más conocida como Allan o Holandesa, es un tipo de automotor que era utilizada por la operadora Caminhos de Ferro Portugueses en los Ramales de Lousã y de Figueira da Foz, y en las Líneas del Oeste, Beira Baixa y Beira Alta, en Portugal.

## Historia

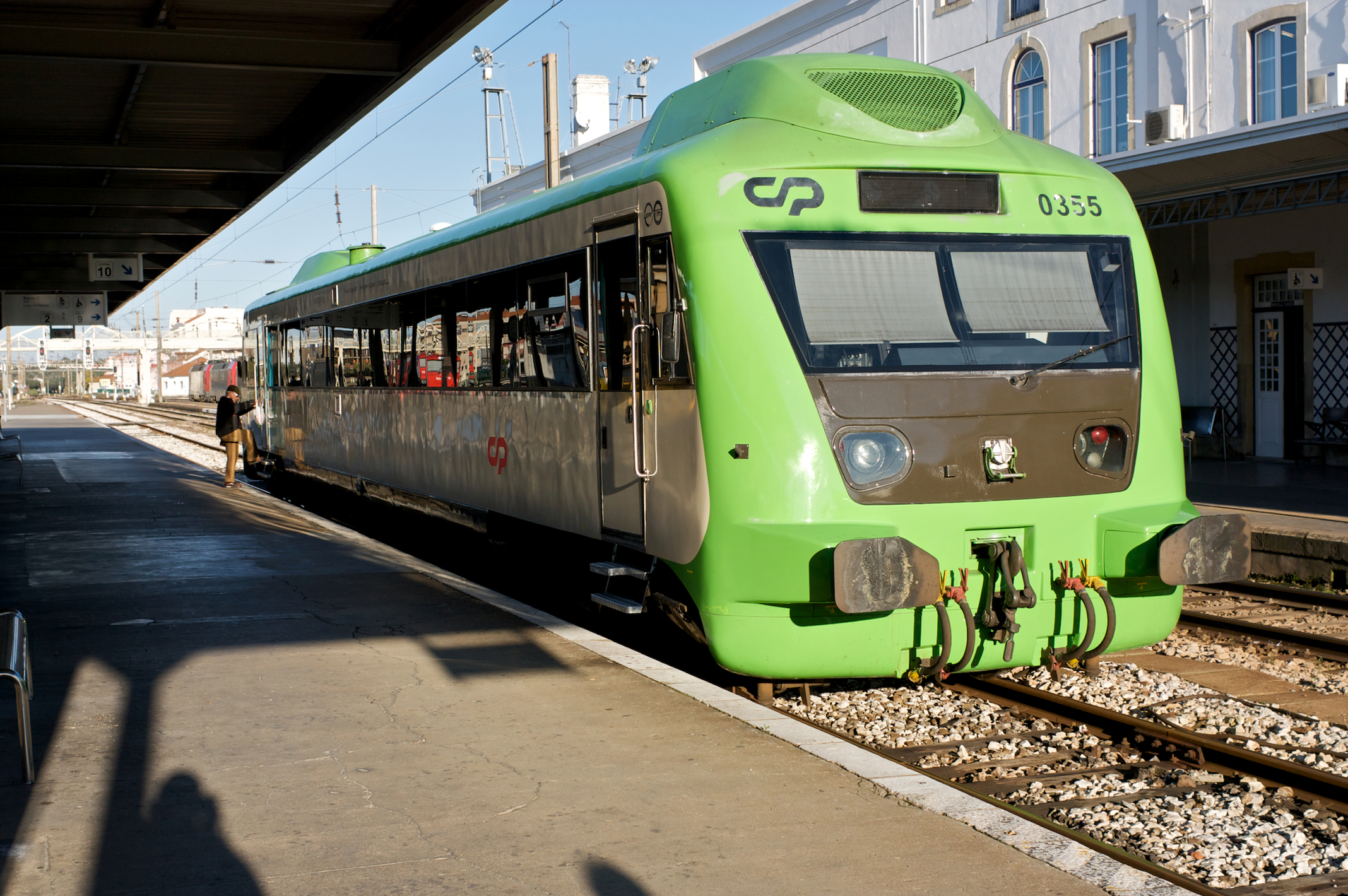
Automotor de la CP Serie 0350, en la Estación Ferroviaria de Entroncamento.

Construidas en Holanda por la empresa Allan & Co´s Koninklijke Nederlandsche Fabrieken van Meubelen en Spoorwegmaterieel N.V., fueron compradas por el estado portugués, en el contexto del Plan de Reequipamiento; esta iniciativa pretendía suplir, con apoyo de los fondos del Plan Marshall, la flota de la compañía de Caminhos de Ferro Portugueses con material a gasóleo, con el fin de reducir su dependencia de la tracción a vapor, cuya circulación se encontraba muy limitada debido a la escasez de carbón producida después del final de la Segunda Guerra Mundial.
Entraron en servicio en Portugal entre 1954 y 1955.
Efectuaron servicios en el Ramal de la Lousã, donde, debido al elevado movimiento de pasajeros, circulaban el doble de frecuencias, en la Línea del Oeste, donde circulaban en composición doble o simples, y, a veces, arrastraban uno o dos remolques, siendo, ocasionalmente, el segundo remolque sustituido por un vagón Schindler, en la Línea de Beira Baixa, donde garantizaban los servicios Regionales en composiciones dobles con un remolque en el centro, excepto en el trozo entre Covilhã y Guarda, debido a la reducida búsqueda, y remolcaban convoyes InterCidades cuando estos se averiaban; efectuaron, igualmente, el servicio Giraldo, que unía directamente Évora y Campolide, aunque, debido su tendencia a sobrecalentarse, no permanecieron mucho tiempo en esta función.
Entre 1981 y 1982, los grupos de tracción originales de los automotores, de la marca AEC, que ya se encontraban desgastados después varias décadas de servicio intensivo, fueron sustituidos, siendo los nuevos equipamientos de la casa Poyaud; no fueron sustituidos los motores de tracción ni la transmisión.
En 1994, se encontraban efectuando servicios de naturaleza Regional entre las Estaciones de Guarda y Covilhã.
De las 25 unidades originales, restaban en servicio, en 1992, 22, siendo una transformada en Automotor VIP, un vehículo especial para las desplazamientos del consejo de gerencia de la compañía de Caminhos de Ferro Portugueses. La automotor 0304 fue preservada en el Museo Nacional Ferroviario, mientras que, entre 1999 y 2003, las restantes unidades fueron progresivamente retiradas de servicio y modernizadas en el Grupo Oficinal de Oporto, dando origen a la CP Serie 0350, que entró en servicio en 2000. Los remolques fueron, entretanto, retirados al servicio, siendo por lo menos dos convertidos para uso para la composición de socorro.

## Ficha técnica
- Características de explotación 

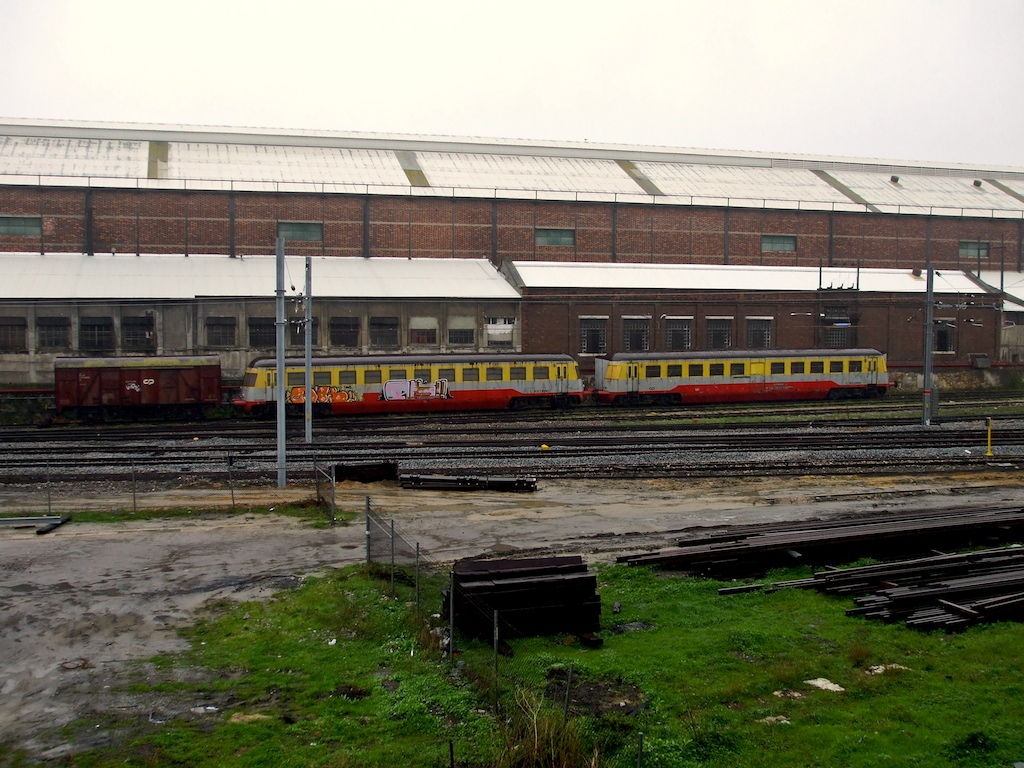
Dos remolques de los automotores de la Serie 0300, modificados para formar parte de la composición de socorro.

  - Año de entrada en servicio:1954-1955[5]
  - Año de salida de servicio: 1999-2003[3]
  - Número de unidades construidas: 25[5]
- Datos generales
  - Constructor: NV Allan[1]
  - Ancho: 1668 mm[1]
  - Tipos de composición: Motor, Motor+Motor, Motor+Remolque+Motor, Motor+Remolque+Remolque+Motor[3]
  - Tipo de tracción: Diésel-eléctrica[7]
  - Largo total (motor/remolques): 23,63 metros[3]
- Transmissión
  - Tipo: Eléctrica[3]
- Motores de tracción
  - Motor diésel
    - Número: 2[3]
    - Constructor: AEC (originales), Poyaud (nuevos)[3]
    - Tipo: C6150T[3]

  - Motor eléctrico
    - Número: 4[3]
    - Constructor: Smit[3]
    - Tipo: GT30/27[3]
    - Potencia del grupo generador: 440 cavallos[3]
    - Potencia del grupo de tracción: 341 cavallos[3]
- Características de funcionamiento
  - Velocidad máxima: 100 km/h[7]
- Capacidad
  - Primera clase: 24[7]
  - Segunda clase: 50[7]
  - En pie: 34[1]